# Casa térrea da Rua Padre Duarte
A Casa térrea da Rua Padre Duarte está localizada na cidade de Araraquara, no estado de São Paulo. Trata-se de um patrimônio histórico tombado pelo Conselho de Defesa do Patrimônio Histórico - Condephaat por meio da Resolução 08 de 21/01/1987.

## Histórico
Foi projetada pelo arquiteto Belarmino Grossi por volta de 1880 para ser a residência do comendador José Pinto Ferraz. Em 1930, foi adquirida pela Sociedade Brasileira de Educação e Instrução, mantenedora do Colégio Progresso de Araraquara.

## Arquitetura
A edificação foi feita em alvenaria de tijolos e cobertura em telhas de barro, arrematada por platibanda. A presença de janelas em verga curva dispostas simetricamente em relação ao eixo vertical e de colunas jônicos nos cunhais caracterizam elementos neoclássicos.
|  |  |